# Široká Niva
Široká Niva är en ort i Tjeckien. Den ligger i den östra delen av landet, 220 km öster om huvudstaden Prag. Široká Niva ligger 451 meter över havet och antalet invånare är 582.
Terrängen runt Široká Niva är kuperad åt nordost, men åt sydväst är den platt. Široká Niva ligger nere i en dal. Runt Široká Niva är det ganska glesbefolkat, med 34 invånare per kvadratkilometer. Närmaste större samhälle är Bruntál, 8,5 km söder om Široká Niva. Omgivningarna runt Široká Niva är en mosaik av jordbruksmark och naturlig växtlighet.